# Заречное (Меловский район)
Заречное (укр. Зарічне) — село в Меловском районе Луганской области Украины. Входит в Новострельцовский сельский совет.
Население по переписи 2001 года составляло 179 человек. Почтовый индекс — 92540. Телефонный код — 6465. Занимает площадь 1,14 км². Код КОАТУУ — 4422885504.

## Местный совет
92540, Луганська обл., Міловський р-н, с. Новострільцівка, вул. Леніна, 57  (укр.)